# آلبرتو ساوینیو
آلبرتو ساوینیو (ایتالیایی: Alberto Savinio; تلفظ ایتالیایی: [alˈbɛrto saˈvinjo]; ۲۵ اوت ۱۸۹۱ – ۵ مهٔ ۱۹۵۲) با نام واقعی آندریا فرانچسکو آلبرتو د کیریکو (ایتالیایی: Andrea Francesco Alberto de Chirico) یک نویسنده، نقاش، نوازنده، روزنامه‌نگار، مقاله‌نویس، نمایشنامه‌نویس، طراح صحنه و آهنگساز اهل ایتالیا بود.
او برادر کوچکتر جورجو د کیریکو نقاش سبک «متافیزیکی» بود. کار او اغلب با رویکرد تم فلسفی و روانی است و نیز به شدت علاقه‌مند به فلسفه هنر بود.